# 小林つん太
小林 つん太（こばやし - た、1963年3月8日 - ）は、日本の作曲家・編曲家・音楽プロデューサーである。

## 概要
広島県尾道市出身。大阪大学大学院出身。工学修士。
ドラマ、映画、アニメーション等サウンドトラック中心の作編曲家。
The Garden eel（ボーカルはTo Be Continuedの岡田浩暉）ではTatsuya名義のギタリスト。
本人のブログによると1960年代・1970年代の音楽をこよなく愛する相当のギターオタク。

## ディスコグラフィー

### シングル
- Avenue あの頃の僕たち（2003年1月29日 the Garden eel ドラマ主題歌）

### アルバム
- ぽっかぽかのおしり
- ぽっかぽかのにちようび
- ぽっかぽかのおうた
- 午後のえんそう会
- あっとほーむ
- プリティ・ガール
- だめっこどうぶつ
- KEEP ON ROCKING
- ボーイ・ミーツ・プサン

### その他・プロデュース作品
上記作品以外に
- 『ナースのお仕事!』シリーズなどフジテレビ作品多数、TBSドラマ多数。
- ブログによれば別名前等で多数かかわっているもよう。